# Björken, Grangärde
Björken [ˈbjø̝rkˌən] är en sjö öster om Grangärde kyrkby i Ludvika kommun i Dalarna och ingår i Norrströms huvudavrinningsområde. Sjön är 8 meter djup, har en yta på 3,56 kvadratkilometer och befinner sig 154 meter över havet.
Sjön tar emot vatten från Bysjön och Saxen, och har sitt utlopp genom Stensbonoret till Väsman. Sjön ingår i Kolbäcksåns avrinningsområde.

## Delavrinningsområde
Björken ingår i delavrinningsområde (668272-145541) som SMHI kallar för Utloppet av Björken. Medelhöjden är 163 meter över havet och ytan är 10,42 kvadratkilometer. Räknas de 11 avrinningsområdena uppströms in blir den ackumulerade arean 378,46 kvadratkilometer. Norrboån (Tyrsån) som avvattnar avrinningsområdet har biflödesordning 4, vilket innebär att vattnet flödar genom totalt 4 vattendrag innan det når havet efter 275 kilometer. Avrinningsområdet består mestadels av skog (28 procent), öppen mark (14 procent) och jordbruk (15 procent). Avrinningsområdet har 3,53 kvadratkilometer vattenytor vilket ger det en sjöprocent på 34,3 procent. Bebyggelsen i området täcker en yta av 0,4 kvadratkilometer eller 4 procent av avrinningsområdet.